# Clavipalpula
Clavipalpula là một chi bướm đêm thuộc họ Noctuidae.